# Siegfried I. (Lebenau)
Siegfried I. († 6. Mai 1132), aufgrund seines Großvaters auch benannt als Siegfried II., entstammte dem Hause der Spanheimer und gilt als Ahnherr des Seitenzweiges der Grafen von Lebenau in Bayern und Salzburg. Er war Graf von Arch (Raka) und Gründer der Grafschaft Lebenau sowie Vogt der Klöster St. Emmeram und Seeon.

## Leben und Wirken
Siegfried I. von Lebenau war der vierte Sohn des Markgrafen Engelbert I. von Spanheim und dessen Frau Hedwig. Ihm fiel als Erbe die Feste Lebenau an der Salzach zu. Diese war eine ehemalige Aribonenfestung, welche über die Heirat seines Großvaters Siegfried von Spanheim mit der Sieghardingerin Richgard wohl an sein Geschlecht kam. Manche Historiker sind jedoch der Meinung, die Burg wurde erst von Siegfried von Lebenau überhaupt errichtet.
Als weiteres Erbe erlangte Siegfried von seinem Vater Besitzungen in Oberbayern, Kärnten, Untersteiermark und Krain und damit ein weit zerstreutes Territorium. Um das Jahr 1104 ließ er sich auf der Feste Lebenau nieder. Trotz der weiten Entfernung zum Hauskloster des Geschlechts der Spanheimer pflegte er rege Kontakte zum Stift St. Paul im Lavanttal.
Bald darauf bezeichnete sich Siegfried als Graf von Arch, nach der Burg Arch heute Raka, unweit von Krško in Slowenien. Er hatte jedoch keinerlei Grafenbesitz. Dies versuchte er durch Eheschließung rasch zu ändern. In erster Ehe heiratete er Hildburg von Tengling, die reiche Erbtochter des Sieghardinger Grafen Friedrich II. von Tengling. Als im Jahre 1120 sein Schwiegervater verstarb, fielen Siegfried alle Sieghardinger-Besitzungen westlich der Salzach zu. Umgehend verlegte Siegfried daraufhin die Verwaltung seiner Besitzungen endgültig nach Lebenau. 1130 tritt er als Graf von Lebenau auf, wann jedoch eine offizielle Belehnung stattfand, ist nicht bekannt.
Mithilfe seines Bruders Bischof Hartwig von Regensburg erhielt er die Vogtei über die Besitzungen des Klosters St. Emmeram sowie des Klosters Seeon.
Vor 1132 heiratete Siegfried zum zweiten Mal, Gräfin Adelheid von Dießen, Tochter des Grafen Arnold von Dießen. Dank der reichen Mitgift konnte Siegfried nochmals bedeutende Gebietszuwächse für seine Grafschaft erlangen. Unter anderem fiel ihm dabei die Feste Hohenburg zu, nach der sich mancher seiner Nachfolger benannte.
Am 6. Mai 1132 verstarb Siegfried I., sein Nachfolger wurde sein jüngerer Sohn Siegfried II.

## Nachkommen
Siegfried I. von Lebenau war zwei Mal verheiratet.
Aus der ersten Ehe mit Hildburg von Tengling entstammt:
- Friedrich, Graf von Hohenburg um 1130

Aus der zweiten Ehe mit Adelheid von Dießen († 23. Januar um 1145) entstammt:
- Siegfried II. († 16. Dezember um 1163), Graf von Lebenau und Hohenburg, ⚭ Mathilde von Valley († 1195)